# 5-та винищувальна дивізія (Третій Рейх)
5-та винищувальна дивізія (Третій Рейх) (нім. 5. Jagd-Division) — винищувальна авіаційна дивізія повітряних сил нацистської Німеччини за часів Другої світової війни.

## Історія
5-та винищувальна дивізія була сформована у червні 1943 року в Унтершляйсгаймі поблизу Мюнхена шляхом переформування винищувального командування «Південна Німеччина». 15 вересня 1943 року її перетворили на 7-му винищувальну дивізію й того ж самого дня у Жуї-ан-Жозас поблизу Парижа створили 5-ту винищувальну дивізію II формування. 26 січня 1945 року на її базі розгорнута 16-та авіаційна дивізія.

## Командування

### Командири
- Генерал-лейтенант Вальтер Швабедіссен (нім. Walter Schwabedissen) (червень — 15 вересня 1943);
- оберст Гаррі фон Бюлов-Боткамп (нім. Harry von Bülow-Bothkamp) (15 вересня — листопад 1943);
- генерал-майор Йоахім-Фрідріх Гут (нім. Joachim-Friedrich Huth) (11 листопада 1943 — 5 лютого 1944);
- Генерал-майор Карл Генчель (нім. Karl Hentschel) (5 лютого 1944 — 26 січня 1945).

## Підпорядкованість
| Час                            | Група армій (округ)            | Штаб           |
| ------------------------------ | ------------------------------ | -------------- |
| червень — 15 вересня 1943      | XII повітряний корпус          | Унтершляйсгайм |
| 15 вересня 1943 — жовтень 1944 | II винищувальний корпус        | Жуї-ан-Жозас   |
| жовтень 1944 — 26 січня 1945   | Командування Люфтваффе «Захід» | Карлсруе       |

## Бойовий склад 5-ї винищувальної дивізії
Формування управління, забезпечення та підтримки
- 205-й авіаційний полк зв'язку (Luftnachrichten Regiment 205);
- 215-й авіаційний полк зв'язку (Luftnachrichten Regiment 215).

- 5-те винищувальне командування (Jagdfliegerführer 5);
- 2-га винищувальна ескадра (JG 2).